# NGC 2867
NGC 2867 (Caldwell 90) est une nébuleuse planétaire située dans la constellation de la Carène. NGC 2867 a été découverte par l'astronome britannique John Herschel en 1834.

## Observation
Avec une magnitude visuelle apparente de 9,7, on peut observer la nébuleuse avec des jumelles dont l'ouverture est d'au moins 80 mm ou avec un petit télescope.  

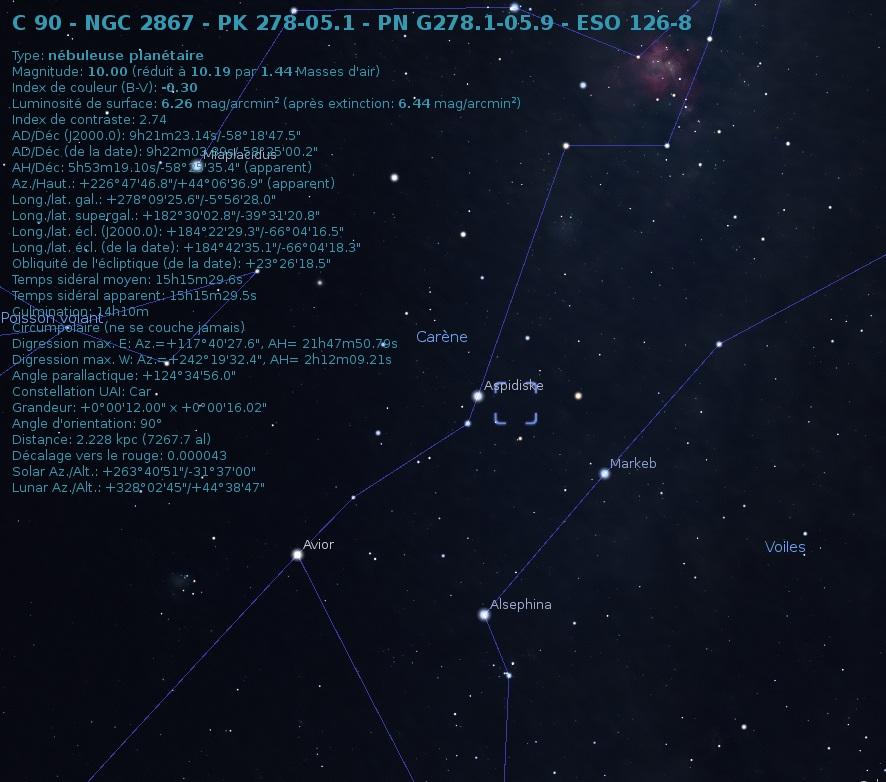
Localisation de NGC 2867 dans la constellation de la Carène. (Stellarium)

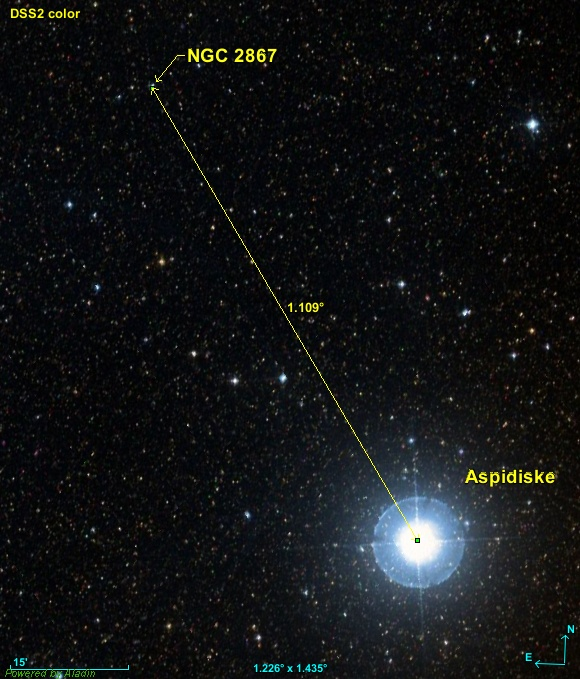
Position de NGC 2867 par rapport à une étoile.

La nébuleuse NGC 2867 est située à environ 1,1 degrés au nord-est de Iota Carinae (Aspidiske), la 68e étoiles la plus brillante du ciel de la Terre.

## Caractéristiques

### Distance, taille et vitesse
Le logiciel en ligne Aladin Lite permet de consulter les données astronomiques de plusieurs catalogues, dont le « GAIA EARLY DATA RELEASE 3 (GAIA EDR3) ». La parallaxe de NGC 2867 est égale à 0,344 7 ± 0,055 7 mas, ce qui correspond à une distance de 2901 +559
−404 pc.
Selon les sources, la taille apparente de la nébuleuse est comprise entre 0,23′ et  0,40′, ce qui, compte tenu de la distance et grâce à un calcul simple, équivaut à une taille réelle de 0,93 ± 0,38 al. Cependant, la découverte d'un immense halo extérieur de 155" lui confère une taille beaucoup plus grande qui atteindrait environ environ 2 pc (∼6,52 al).
Deux valeurs identiques de la vitesse sont indiquées sur la base de données Simbad, soit 18,0 ± 5,0 km/s,.

### Âge
L'âge du halo de la nébuleuse serait 36 000 ans et celui de la nébuleuse interne de 400 ans.

### Halo
La nébuleuse interne est très fragmentée, ainsi que le halo double qui l'entoure. Le halo intérieur est modérément asymétrique, avec une crête plus brillante au sud, tandis que le halo extérieur est très asymétrique et n'est observé que vers le nord. Les plus remarquables caractéristiques de la nébuleuse et des halos sont les structures radiales présentent à la fois dans le halo intérieur et dans l'immense halo extérieur.  

## Étoile centrale
Selon Corradi et ses collègues, la température de l'étoile centrale est de 129 K ({\displaystyle Log(T)=5,11}) et sa luminosité est de 2 240 {\displaystyle L_{\odot }} ({\displaystyle Log(L/L_{\odot })=3,35}). C'est une étoile de type Wolf-Rayet WO1-2,.
Cette étoile est une étoile variable pulsante dont la période est de 769 secondes.

## Galerie

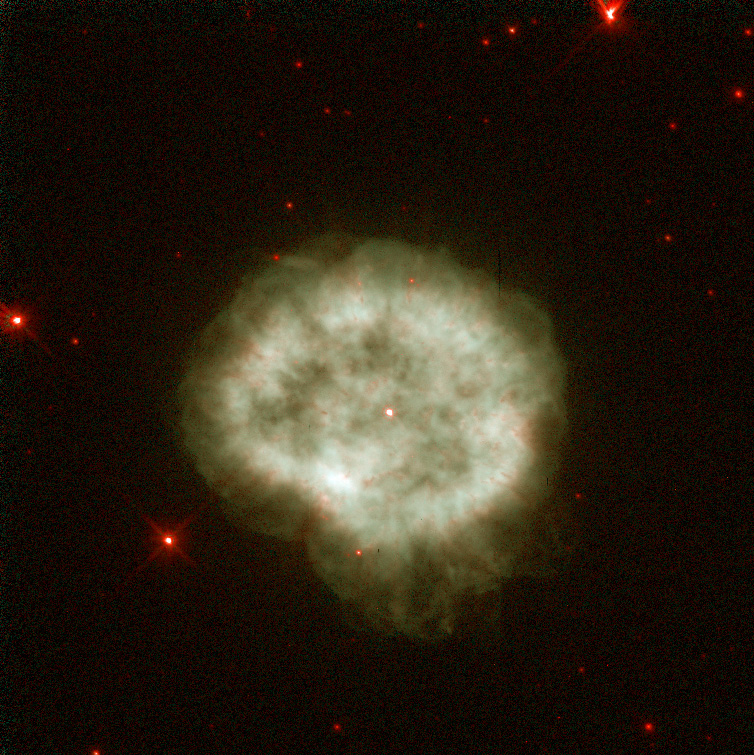
Autre image de NGC 2867 par le télescope spatial Hubble.
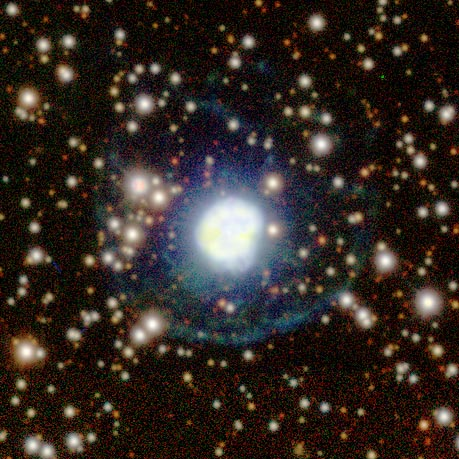
NGC 2867 par  DECaPS / Legacy Surveys / D. Lang (Perimeter Institute), NERSC.
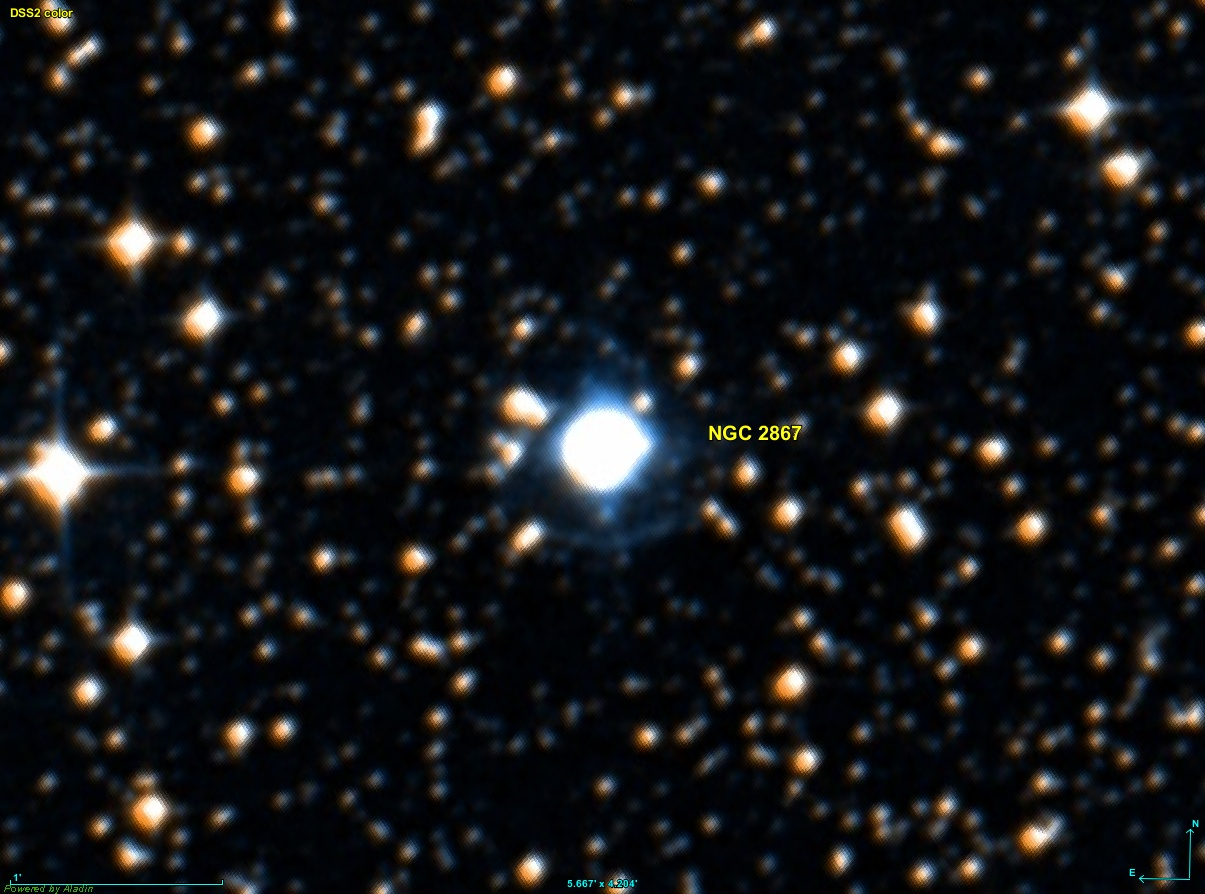
NGC 2867 par le relevé DSS.